# Guerra de la Independencia en Valladolid

Bandera del Primer Imperio francés (1804-1814).

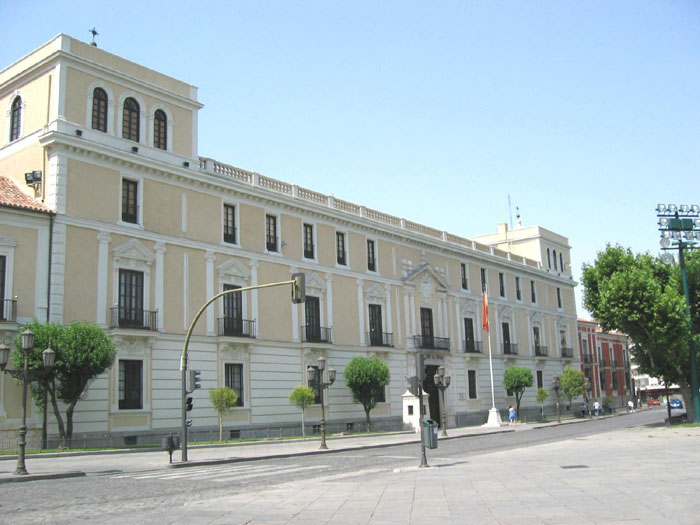
Palacio Real de Valladolid. Fue habitado por Napoleón Bonaparte durante la Guerra de Independencia en enero de 1809. Los municipios vallisoletanos estuvieron bajo dominio francés entre junio de 1808 y junio de 1813, salvo algunas semanas de los años 1808 y 1812 en que momentáneamente volvieron a dominio español, hasta la liberación definitiva española en junio de 1813.

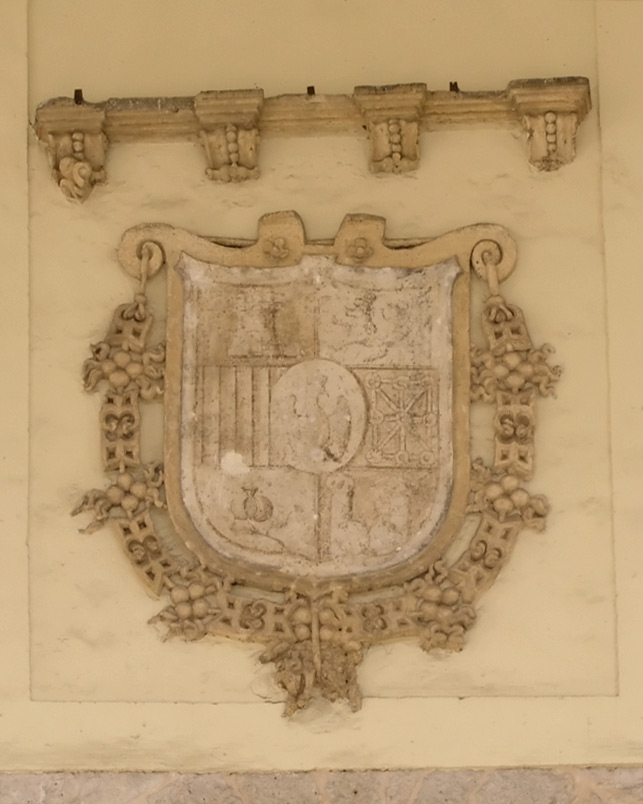
El escudo de José I, con el águila de la Casa de Bonaparte, sobre la puerta de la iglesia del monasterio de San Benito el Real, es testimonio de la ocupación francesa en la ciudad. Napoleón residió en el Palacio Real de Valladolid en enero de 1809 en donde preparó y desde donde partió a sus guerras centroeuropeas.

Campaña militar de las tropas napoleónicas en España durante la primera etapa de la Guerra de la Independencia (1808-1812)

Situación militar de la península ibérica en 1811. La zona amarilla está controlado por los franceses (España napoleónica). El número 24 corresponde a Medina de Rioseco. Véase: España durante la guerra de la Independencia Española.

Campañas de la coalición aliada de británicos y portugueses junto con los rebeldes españoles, para retomar la Península y expulsar las tropas napoleónicas (1812-1814).

Las primeras tropas francesas llegaron a Valladolid en otoño de 1807 debido al Tratado de Fontainebleau. Entonces Francia y España eran aliados y forjaron una alianza para invadir y repartirse Portugal. En realidad, Napoleón también estaba realizando una invasión encubierta de España. La situación finalmente estalló el 2 de mayo de 1808 en Madrid y se propagó por toda la península. Valladolid fue liberada en verano de 1808. En noviembre de ese año Napoleón vino con más tropas e incluso llegó a hospedarse en Valladolid 11 días en enero de 1809. La ocupación se mantuvo -con hostigamientos constantes de las guerrillas- hasta mediados de 1812, cuando fue liberada en una ofensiva de los aliados (españoles, ingleses y portugueses). Pocas semanas después fue recuperada por los franceses y vuelta a recuperar por los aliados también brevemente. Pero a finales de ese año una nueva ofensiva francesa vuelve a ocupar la ciudad hasta junio de 1813, cuando empieza la retirada francesa definitiva. Durante toda la ocupación hubo una constante guerra de guerrillas entre la que destacó el Empecinado.
Al acabar la guerra oficialmente en 1814 los municipios vallisoletanos habían cambiado de manos en 7 ocasiones desde el levantamiento de 1808.

## Contexto europeo: el expansionismo francés
El tratado de San Ildefonso de 1796, firmado por Manuel Godoy en nombre de Carlos IV y la Convención Francesa, así como el Convenio de Aranjuez de 1801 con el consulado de Napoleón Bonaparte, restablecieron la alianza tradicional que durante el siglo XVIII había regido las relaciones entre la corona de España y Francia.
En mayo de 1801, el consulado pudo contar con el apoyo militar español para forzar la neutralidad de Portugal, que se negó a romper su alianza con la Corona británica, mediante la Guerra de las Naranjas y desde 1803 con el económico y la disposición de la Armada española para la guerra naval contra Inglaterra que culminaría en octubre de 1805 en la Batalla de Trafalgar.
Aunque la derrota de la armada hispanofrancesa en Trafalgar obligaría a Napoleón, proclamado en 1804 empereur des Français, a renunciar entonces a la invasión inmediata por vía marítima de Gran Bretaña, los triunfos militares en Austerlitz, el 2 de diciembre de 1805, de Jena, el 14 de octubre de 1806, y el fracaso de las negociaciones con el gobierno británico del primer ministro Lord Grenville indujeron a Napoleón mediante el Decreto de Berlín del 21 de noviembre de 1806 a relanzar el enfrentamiento directo con los británicos mediante la práctica de la guerra económica total del Bloqueo Continental, que ya se venía aplicando de facto tras el aumento de las tasas aduaneras, el cierre de los puertos del norte de Francia y de las desembocaduras del Elba y el Weser en la primavera de 1806.
La política del Bloqueo orientó el interés de Napoleón hacia la península ibérica y el Mediterráneo occidental, aumentando la presión sobre la corte de Portugal, al que se le advirtió para que adoptase medidas para el cierre al comercio con los británicos desde sus puertos y la confiscación de los bienes y emprisionamiento de los residentes en el país. Ante la inacción portuguesa, en agosto de 1807 Napoleón encargó a Jean-Andoche Junot la organización en Bayona del Cuerpo de Observación de la Gironda con una fuerza de unos 30 000 soldados, y retomando la fórmula de 1801 para forzar a aceptar el Bloqueo a los portugueses, reclamó el apoyo de la corte española que, con este fin, envió a través del conde de Campo Alange un ultimátum al gobierno portugués el 12 de agosto de 1807. A partir del 25 de septiembre de 1807, los portugueses ejecutaron la expulsión de los navíos ingleses pero, anteriormente notificados de que el gobierno británico no permitiría ningún acto hostil contra sus ciudadanos en Portugal, no se realizó ninguna acción en este sentido.
El 18 de octubre de 1807, Junot atraviesa la frontera y pocos días después, el 27 de octubre, el representante de Godoy firma el tratado de Fontainebleau en el que se estipula la invasión militar conjunta, la cesión a la corona de los nuevos reinos de Lusitania y Algarves, así como el reparto de las colonias. Así pues, las tropas al mando de Murat ocuparon el norte de España.

## Llegada y hospedaje del ejército francés a Valladolid
Valladolid fue la ciudad elegida para albergar las tropas francesas en su expansión por el resto de la Península, debido principalmente a su situación en el eje París-Madrid-Lisboa.
El Ejército de Junot permanecerá una veintena de días en Valladolid y el de Dupont unos tres meses, (aunque el grueso salga de la ciudad en marzo, aparca a un tercio de los suyos guardando el paso del Duero y cubriendo el área noroeste. Sin embargo, Valladolid estaba desprovista de grandes cuarteles para albergar a los soldados franceses, y la ciudad tuvo que realizar un extraordinario esfuerzo para adecuar conventos (San Pablo, San Gregorio, San Benito…) y otras dependencias, así como licenciar al propio ejército español de algunos cuarteles.
Sin embargo, los soldados reaccionaron violentamente realizando numerosos destrozos en los cuarteles:

los tablados, que han costado mucho trabajo y dinero, desechos. Las maderas se han extraído. Sin embargo de haberse construido letrinas, los soldados han hecho sus necesidades en todos los sitios, sin distinción, dejándolos tan llenos de porquería que da horror, y las maderas de los techos podridas con la humedad, de manera que, además de indecencia, los edificios amenazan ruina, y la salud de los mismos soldados peligra. Además, han puesto lumbre en todas las partes con riesgo de incendio, y hoy mismo en el cuartel de San Benito se ha preso fuego, logrado por fortuna apagar pronto.—  A.M.V. Secretaría General, legajo 7.

Aunque bien es cierto que esta situación era aprovechada por no pocos lugareños para aprovisionar el mercado negro, hundiéndose de esta forma la actividad económica de la ciudad. Así, el descontento creció en la ciudad y se produjeron innumerables altercados y algún conato de motín.
Las autoridades españolas, encabezadas por el capitán general-Presidente Francisco de Horcaditas, la Real Chancillería de Valladolid y el propio ayuntamiento, piden en numerosos bandos y proclamas un esfuerzo de convivencia. Pero los vallisoletanos identificaban el “aliado” francés con el antifernandinismo con claridad creciente.
Como curiosidad, el general francés Jean-Pierre Firmin Malher murió accidentalmente en Valladolid el 13 de marzo de 1808 durante un ejercicio militar cuando un soldado disparó accidentalmente la baqueta de su fusil durante unas prácticas de tiro en el Campo de San Isidro, alcanzándolo mortalmente. Sus restos se encuentran enterrados en la Iglesia de San Pedro Apóstol de esa ciudad. Su apellido es uno de los que está grabado en el Arco de Triunfo de París y su corazón se encuentra en el Panteón de París.

## Reacciones almotín de Aranjuez(24 de marzo)

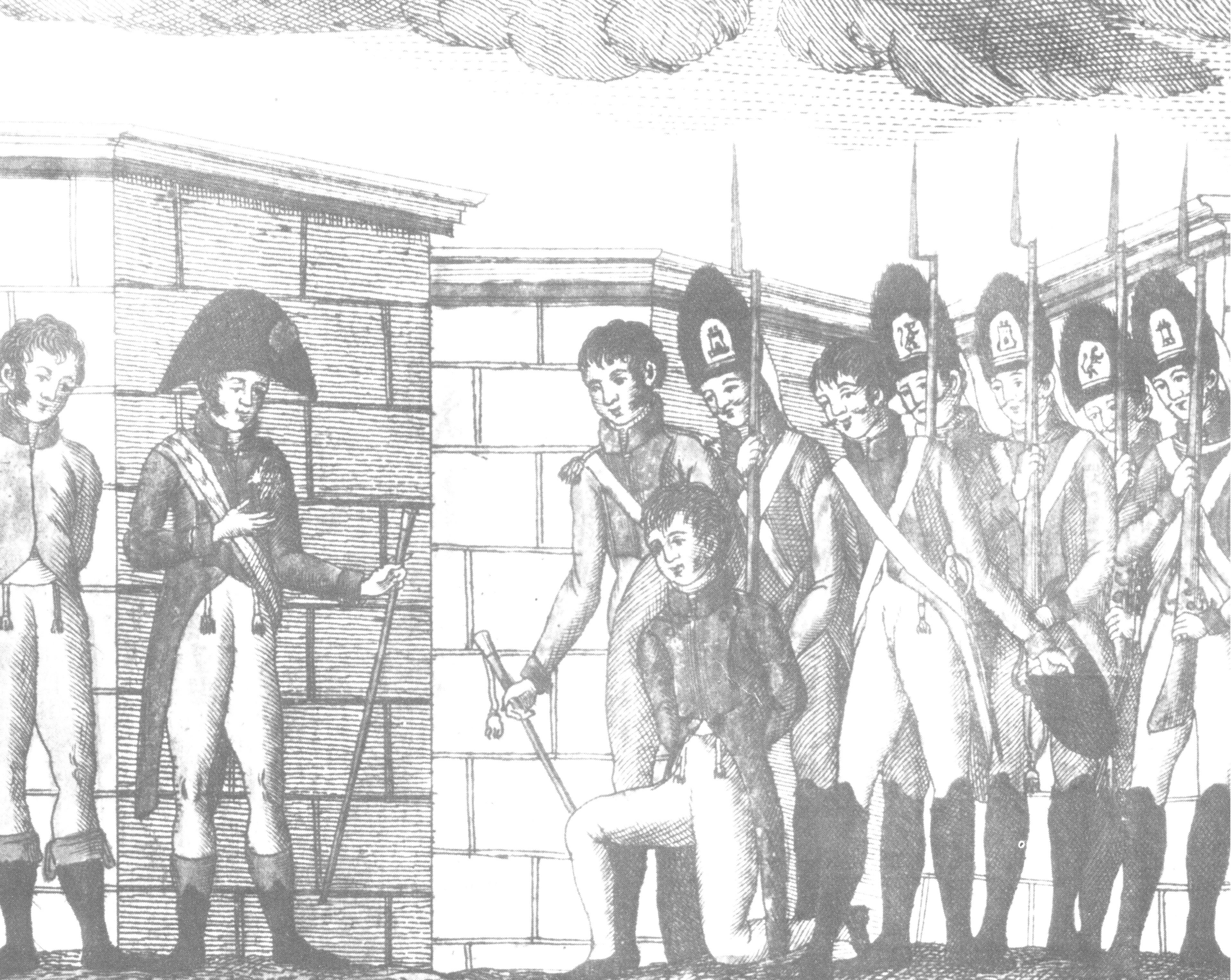
Encuentro de Fernando VII y Godoy cuando este era conducido a prisión (Grabado de la época).

Aunque el motín se produjo el 17 de marzo, los diarios no le dieron una gran difusión y la noticia llegó por medio de gacetas y cartas particulares. Así el 24 de marzo se produjeron vivas al monarca debutante en la Plaza Mayor, la defenestración y quema del retrato de Godoy presente en el edificio municipal; auto de fe con los emblemas del
almirantazgo, extracción y vía crucis del carro en que fuera paseado el retrato en 1807, del Palacio Real a la plaza en que le prenden fuego, hundiendo los restos en las aguas del Pisuerga.
La celebración duró varios días con disparos de mosquetes al aire incluidos. Como consecuencia el partido fernandino controla el Ayuntamiento, con el marqués de Revilla asentado en la regiduría.
Desde mediados de abril a mediados de mayo, el contingente francés destacado en la ciudad disminuirá hasta quedar en una presencia simbólica, lo que se tradujo en la desaparición de los numerosos altercados y problemas de convivencia que se venían produciendo.

## El 2 de mayo vallisoletano
Desde el 5 de mayo, García de la Cuesta sustituye a Horcaditas como capitán general-presidente. Los ecos del dos de mayo de Madrid resucitaron los reflejos subversivos del partido fernandino (quién desde los días del motín de Aranjuez controla el Ayuntamiento, con el marqués de Revilla asentado en la regiduría), desafiando el propósito contemporizante de García de la Cuesta.
Por otro lado, en el resto de España desde el 22 de mayo, en Cartagena (Murcia),y hasta el 31 del mismo mes en Valladolid y Zamora, un rosario de sublevaciones contra los franceses surge por España: Oviedo, La Coruña, Badajoz, Sevilla, Murcia, Valencia, Zaragoza. Este alzamiento, que marcó el comienzo de la Guerra de Independencia, solo se llevó a cabo en los territorios no ocupados por los franceses puesto que lógicamente en un centro urbano dominado militarmente era imposible cualquier tipo de insurrección, como ya se había demostrado con creces el 2 de mayo en Madrid.
Así, el 31 de mayo, en la capital vallisoletana una muchedumbre de paisanos salpicada de soldados, se agolpa en las calles y plazas con los gritos de ¡Viva Fernando VII! y  exigiendo, frente a las casas consistoriales, el alistamiento general, la entrega de armas, la designación de un jefe, y la proclamación de Fernando VII. El Cabildo condescendió en ello, y los manifestantes pasaron a la Chancillería.
El 1 de junio, García de la Cuesta accede al alistamiento forzoso, sin distinción, de los varones de 17 a 40 años, y a proporcionar cuadros militares, pasando al Ayuntamiento para publicitarlo.  Cuesta sabe que debe de organizarlo todo con la mayor rapidez posible pues el cuartel general francés se sitúa en Burgos. Incluso los prelados ofertaron sus propiedades y el alistamiento de los novicios. Además, crea la Junta de Armamento y Defensa de Valladolid, bajo su presidencia, a la que fueron llamados dos representantes de cada corporación: Chancillería, Universidad, Ayuntamiento, Cabildo eclesiástico y gremios. Cuesta, que la controla sin problema, la eleva a la categoría de Junta General o Superior de las otras organizadas en las intendencias castellanas que han de entenderse con ella (sin estar representados en su seno). Se encuentra con un gran problema para organizar la defensa, pues Castilla posee una deficiente infraestructura militar y no dispone de ningún ejército regular.
La noticia de la insurrección vallisoletana fue recibida en el cuartel general del Cuerpo de Observación de los Pirineos Orientales, en Burgos, la noche del 4 de junio. El mariscal Bessières, visto el evidente riesgo de ruptura de la ruta militar y de postas de Francia a Madrid, dio prioridad a despejar la vía sobre la que se cernía la amenaza de las desconocidas (por ello temidas) fuerzas de Cuesta. En consecuencia, las operaciones de los generales Merle y Lasalle en La Montaña fueron desviadas en favor del teatro meseteño, uniendo sus filas en Dueñas el 11 de junio, listos para encarar al enemigo, del cual, tras el combate de Torquemada y la entrada en Palencia, tienen una idea cabal.
Al corriente del avance de los franceses, Cuesta sacó a la tropa de la ciudad los días 9/10 de junio.

### Batalla de Cabezón (12 de junio)

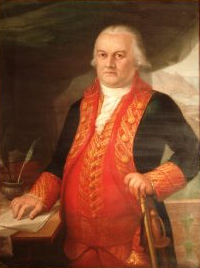
El general García de la Cuesta.

García de la Cuesta logra reunir finalmente una fuerza de unos 4 700 milicianos, 300 unidades de caballería regular y 4 piezas de artillería, que sería llamada de forma grandilocuente Ejército de Castilla. Entre estos voluntarios, se encontraba Juan Martín el Empecinado, que sería uno de los más audaces guerrilleros durante la guerra.
Por su parte, el ejército francés preparó un destacamento al mando del General Lasalle perteneciente al Cuerpo del ejército francés dirigido por el Mariscal Bessières, que tenía órdenes de normalizar la situación en la ciudad de Valladolid, compuesto de unos 9 000 hombres.
En un principio, las tropas de Cuesta se despliegan en Cabezón del Pisuerga entre el puente y el camino a Burgos, frente a las tropas francesas que acechan. Sin embargo, llevado por el entusiasmo de sus hombres, Cuesta decide cruzar el puente y atacar a las fuerzas francesas, que les doblan en número. El resultado es previsible, pues la veterana caballería de Lasalle aplasta a los novatos reclutas y puede marchar hacia Valladolid, tras saquear los pueblos de Cabezón y su comarca: Santovenia, La Overuela y Cigales.

### Reagrupamiento de las fuerzas españolas
La batalla de Cabezón no sería inteligible, o lo sería muy difícilmente, desligándola de la del Moclín (Medina de Rioseco). Tras la victoria del 12 de junio, una porción de los galos entró en Valladolid, evacuado tres días más tarde. Bessières poco sobrado de efectivos, amontonando en su mesa decenas de informes relativos a alistamientos, concentración y movimientos de tropas españolas, desembarco de las inglesas, etc., desguarneció Valladolid, lo cual incita a García de la Cuesta a tratar de recuperar posiciones en la llanura castellana.
Vencido en Cabezón, García de la Cuesta condujo a su hueste hacia el norte de la provincia, a Benavente, donde se le unen los reclutas locales, los leoneses y un regimiento expedido, a regañadientes, por la Junta asturiana. Unos 10 000 soldados de infantería de nuevo cuño, mal reglados, en quienes por su cantidad y calidad no podía fiar las esperanzas de una maniobra ofensiva. La salvación radicaba en el Ejército de Galicia, relativamente importante, dirigido por Joaquín Blake, dependiente de la Junta del Reino de Galicia, para la cual Cuesta despacha a Zayas Chacón. Lo políticos gallegos transigieron en enviar a su gente a Castilla, aunque en privado desconfían del capitán general-presidente, razón de que condicionasen la ayuda a la autonomía de mando.
A principios de julio los dos ejércitos se dan la mano en el valle del Bierzo. Cuesta y Blake concertan un plan de ataque: lanzarse sobre Valladolid para ascender en dirección a Palencia y separar a Lasalle del resto de unidades del Cuerpo de Observación. Bessières, que tiene al corriente al emperador de la agrupación de contingentes españoles, no aparta los ojos del prioritario tramo Burgos-Valladolid, y recibe refuerzos.
Los ejércitos de Galicia y Castilla marchan sobre Valladolid. Los franceses hacen lo propio mirando a Benavente. Cuesta, tan desorientado como Blake, pasa a una veintena de kilómetros de las columnas francesas. Al tiempo que dubita, llama en auxilio a los gallegos, y permanece inmóvil, augurando un inverosímil ataque imperial desde Valladolid, planteamiento secundado por el Ejército de Galicia que se situó en la meseta de Valdecuevas, en tanto que el de Castilla quedó en el llano frente a Rioseco, sancionando el desatino:

(…) la situación de uno y otro Ejército no podía ser más absurda. Uno arriba y avanzado, y el otro abajo y retrasado. Cualquier acción coordinada hubiera sido un auténtico milagro (…) la brecha que dejaban entre sí ambas formacionesera más que una invitación a los franceses para que penetrasen por ella, partiendo en dos a los ejércitos españoles y batiéndolos separadamente.

### Batalla de Medina de Rioseco (14 de julio)
Enterado del movimiento de las tropas españolas, Bessières organizó un ejército de campaña de unos 14 000 hombres que marchó rápidamente a detener a los españoles. El choque se produjo en Medina de Rioseco, con las tropas españolas divididas en dos partes muy distantes, situadas sin protección en los flancos y con una línea de retirada muy reducida. Bessières decidió atacar por el medio, envolver y aplastar a los gallegos primero y después a los castellano de Cuesta que, al comienzo de la batalla, habían sido contenidos. La operación fue un éxito francés: Blake perdió cerca de 3 000 hombres y toda su artillería, mientras que los franceses sufrieron menos de 500 bajas y aseguraron el camino a Madrid para José I que se había detenido en Burgos. Para el emperador esta batalla suponía la solución definitiva de los asuntos de España, y para el pueblo español, conocer los horrores de la guerra, pues los prisioneros fueron ejecutados y el pueblo de Medina de Rioseco saqueado.

## Junio-julio de 1808: Primera ocupación francesa

Escudo de José Bonaparte (1808-1813).

Mapa de la división en prefecturas de 1810 realizado por José I siguiendo el ejemplo de los departamentos franceses. Sin embargo, esta nueva división nunca entró en vigor totalmente pues este gobierno tan solo controlaba una parte del territorio español y, por otra parte, Napoleón planeaba la incorporación a Francia de las tierras al norte del Ebro.

Tras las abdicaciones de Bayona el 5 de mayo de 1808 la Corona Española cayó sobre la cabeza del emperador. Aunque Napoleón publicó el 4 de junio el nombramiento de su hermano mayor como Rey de España, el reinado de José I, premier et dernier como le llamó en sus Mémoires el general Thiébault, comenzó oficialmente el 8 de julio de 1808 después de jurar la nueva Constitución y de recibir, acto seguido, el juramento de fidelidad de los componentes de la junta española de Bayona.
El 12 de junio de 1808, el vociferio de los alistados que, escapados de Cabezón, corren a Valladolid, pregonando por las calles el saqueo perpetrado por las tropas francesas desata la huida importante de sus habitantes con la frailada a la cabeza, temerosos de las represalias de los franceses, que origina escenas de pánico colectivo. Los franceses entraron finalmente por la tarde en la ciudad. Una diputación (Chancillería, Cabildo eclesiástico y Ayuntamiento) esperaba en la puerta del Carmen Descalzo, frente a la que apareció, el general Merle.
Las órdenes de Bessières explicitaban que Valladolid debía ser respetado, aunque desarmado, remitiendo a Burgos una representación de sus personalidades y corporaciones donde se entrevistarían con él. No obstante, aquello no lo sabían los amedrentados vallisoletanos, librados del saqueo general. Aunque hubo algunos episodios de profanación de algunos conventos abandonados, en general el alojo de los imperiales no incurrió en mayores excesos, alojándose parte en los cuarteles y parte en el exterior de la ciudad. El 16 la población estaba evacuada. El mercadeo proporcionó ocasiones para confraternizar. Durante su estancia los franceses vendieron, lámparas, cálices, vinajeras, relicarios, dijes de niños, colchas y otros menajes de lo saqueado en los pueblos. Preliminar de unos intereses creados que iban a dar mucho juego en los próximos años: Ellos no tanto robar si los españoles no tanto comprar. Lo prioritario, según Bessières, era pacificar la ciudad, que volviese a la áurea monotonía. Empresa a la que Merle liga a las autoridades, remitiendo un decreto al marqués de Revilla.
Al salir, los franceses arrastraron consigo a los prisioneros hechos en Cabezón, al lado de los curas de las parroquias y de los prelados de las comunidades religiosas. Desalojada la ciudad, el gobierno de sus asuntos en materia de seguridad se fio al
Ayuntamiento. En aquel entonces, se fueron restituyendo a sus domicilios los vecinos emigrados el 12 de junio, habitualmente a municipios del contorno.
Desde Palencia, el 21 de junio de 1808, Lasalle expide una carta para el Obispado, la Chancillería y el Ayuntamiento, transmitiendo la voluntad de Napoleón respecto a los deberes de Valladolid. El Sire quiere:
- El reintegro a las arcas públicas de las cantidades extraídas para la causa fernandina.
- La impresión de 2500 folletos en los que conste los nombres de los integrantes de la Asamblea de Bayona y de la Junta de Gobierno en Madrid, la proclama imperial a la nación española, y la del nombramiento de José Bonaparte como rey de España.
- La redacción de un bando, con una tirada de 4000 ejemplares, en que los tres poderes ciudadanos juren obediencia a José I e inviten a la sumisión.
- Convocatoria de aquellos mismos para el solemne juramento conjunto de fidelidad al rey José, del que, de igual modo, ha de estamparse 4000 copias.

La diputación mixta Chancillería-Ayuntamiento se reúne asimismo ante Bessières en Burgos. Los capitulares intentan desentenderse en un principio de las exigencias económicas, con el alegato de que el tema incumbía al intendente. Respecto a las demandas políticas, el juramento (omitiendo la proclamación) se llevó a cabo el 27 de junio. La cesión por Napoleón de la Corona de España al primogénito de su familia, el 6 de junio de 1808, a juicio del mariscal Bessières forzaba a que Valladolid engrosase la lista del peregrinaje a Bayona a fin de felicitar al nuevo monarca. El 25 de junio, partió la delegación, compuesta de 9 diputados pertenecientes a la Chancillería, Ayuntamiento, nobleza, Cabildo Eclesiástico, Universidad (1 miembro). En Bayona, la delegación expresa el reconocimiento político de la ciudad hacia el nuevo rey de España: José I Bonaparte. Además, se acuerda la visita del nuevo rey a la ciudad en su viaje a Madrid. La salida de Bayona se produce el 9 de julio. Sin embargo, se produce un cambio de ruta y José I tomará la ruta de Aranda de Duero, llegando a Madrid el 20 de julio.

## Julio-noviembre de 1808: Proconsulado militar de Cuesta
Sin embargo, el 19 de julio se produce la inesperada victoria del Ejército español en Bailén frente al francés comandado por Dupont, y el 31 de julio José I salía de Madrid para replegarse junto con su ejército tras la línea del Ebro.
De esta forma, Valladolid quedó libre de tropas francesas; volviendo a depender del capitán general García de la Cuesta (que aún seguía al frente del Ejército de Castilla). Éste, de marcado carácter autocrático va a entrar en una lucha de poder con las Juntas.
Así, mediado el mes de agosto los comisionados de Valladolid entregan a García de la Cuesta una instancia en la que recomiendan reconstituir la Junta de Armamento. Ésta lo sanciona como sigue:
a) Alistamiento en la provincia de los mozos solteros y viudos de 17 a 40 años, milicias y licenciados del Ejército hasta la edad de 50 años
b) Encuadre e instrucción de los reclutas en compañías/batallones a cargo de oficiales retirados
c) Acopio de armas y municiones de que hay grandes cantidades esparcidas en esa provincia
d) Vestimenta de los alistados (consulta con la Intendencia)
e) Requisa de caballerías
Para financiar la Junta, destinó los ingresos de Propios, pósitos, obras pías y demás arbitrios que tenga a su disposición y ofrezcan las circunstancias del país, apertura de una
suscripción, excitando el celo de los pudientes y personas privilegiadas, especialmente el Ilmo. obispo y clero, que aprovecharán con gusto la ocasión de acreditar su beneficencia y patriotismo.
Cuesta nombra personalmente a los constituyentes de la Junta de Armamento de Valladolid, con un militar como presidente (con lo que Cuesta se asegura la obediencia por la vía castrense), un oidor de la Chancillería como vicepresidente, y como vocales: un conde (diputado del común), un religioso (como representante del Cabildo Catedralicio), el procurador síndico, y 2 vecinos.
No es una Junta Superior a nivel regional, castellano, como lo fue la de junio. Su jurisdicción se circunscribe al territorio de la Intendencia de Valladolid y para un objeto determinado. Pero ese va a ser el instrumento que va a tratar de emplear de la Cuesta para hacerse con el poder.

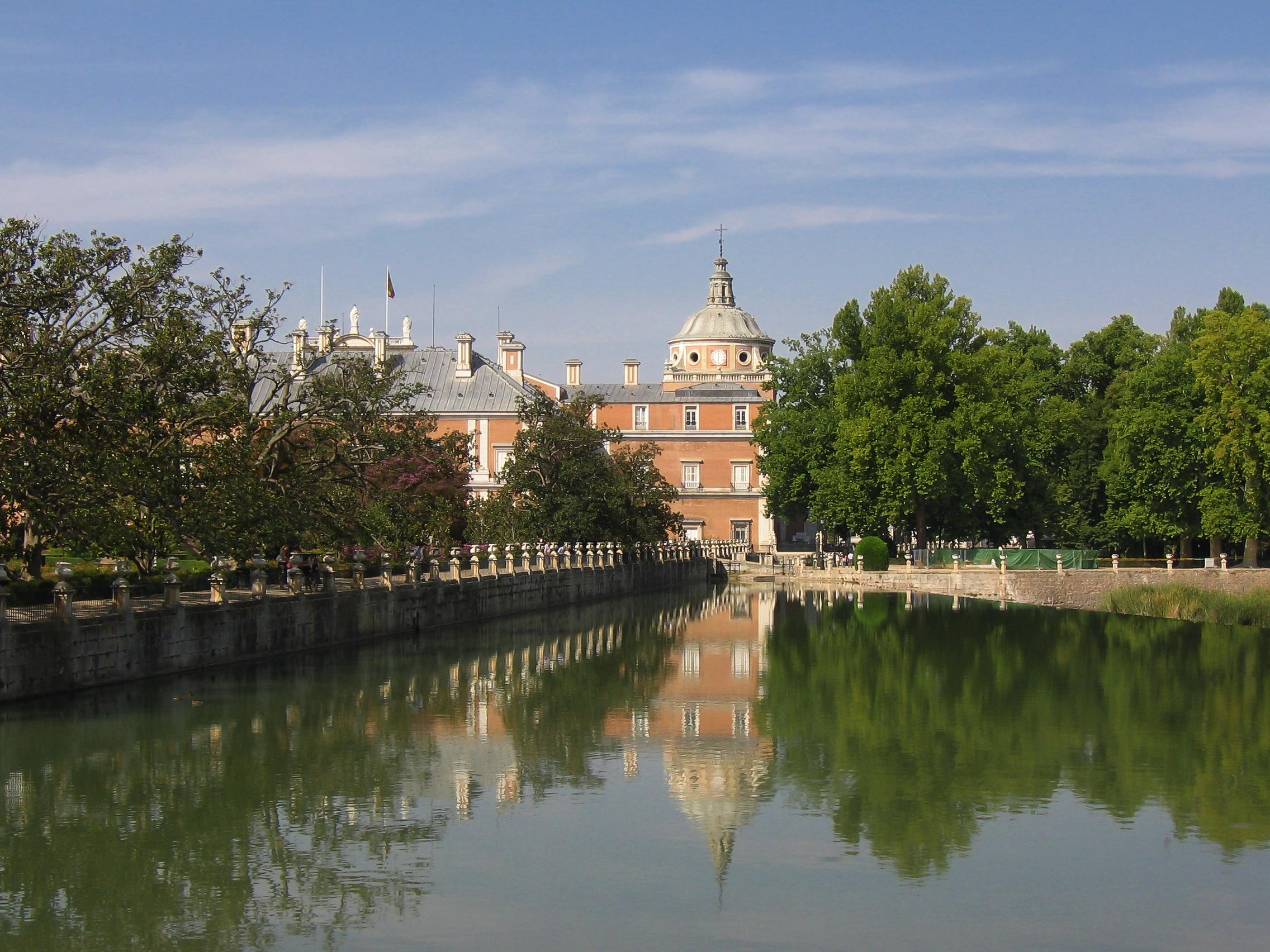
Palacio Real de Aranjuez. Dos fueron los lugares en los que, a mediados de septiembre, fueron reuniéndose los diputados tras debatir y acordar los propósitos reflejados en el manifiesto de la Junta de Valencia: Madrid, la capital del Reino, y Aranjuez. Los representantes de Aragón, Asturias, Cataluña y Valencia decidieron que la Junta Central tuviera la misma sede que las autoridades monárquicas, mientras que los diputados de Murcia, Extremadura y los reinos de la actual Andalucía no aceptaban compartir base con el Consejo de Castilla. Finalmente, tras intermediaciones entre el Príncipe Pío y el conde de Floridablanca, acabaron trasladándose a Aranjuez, erigiéndose el Real Sitio como el centro de la Junta.

Sin embargo, simultáneamente, la Junta Superior de León se había instalado en Ponferrada, con el nombre de Junta Suprema de Castilla y de León, a merced de la influencia de la combativa Junta gallega, que obtiene la firma del Tratado de unión entre los reinos de Castilla y León y Galicia (10 de agosto de 1808), introduciendo un componente de soberanía nada grato al capitán general, pues impugna su autoridad sobre las juntas, al no estar delegado por ellas. La réplica de Cuesta será formar una nueva Junta Superior de León, negando entidad positiva a la Junta Reunida.
De cara a la representación en el congreso convocado en Aranjuez, en el que se constiruiría la Junta Central Suprema, la Junta expide poderes para los diputados de Galicia, León y Castilla (Lugo, 5 de septiembre de 1808). Acto que García de la Cuesta y sus seguidores tachan de ilícito, máxime cuando éste, previamente, la había declarado ilegal y nulas sus resoluciones.
Así que, el 25 de septiembre, entre los delegados de las juntas de diez reinos, dos principados y una provincia, figuran por Castilla la Vieja 2 diputados, con mandatos cursados en Lugo. Cuesta, tratando de contrarrestar tal representación decidió que la Junta de Armamento de Valladolid remitiese a Aranjuez dos diputados por Castilla.
Estamos en una de las fases más vehementes del conflicto entre Cuesta y el poder juntero, personificado en la Junta Reunida. La propuesta política del capitán general-presidente, manifiesta en el consejo de generales de Madrid (5 de septiembre) y en la entrevista con Charles Stuart, el enviado británico (15 de septiembre), pasaba por suprimir las juntas, afirmar la potestad de los capitanes generales, chancillerías y audiencias, y estatuir una Regencia multipersonal, secundada por una jefatura castrense.
En Aranjuez, los 2 diputados vallisoletanos se dedicaron a buscar su aceptación en las deliberaciones. Captado que no lo tendrían fácil, todo su afán consistió en deslegitimar a la otra delegación de Castilla, convirtiéndose en portavoces del capitán general. Ante la evidencia de que a lo sumo su status no ira más allá de hermano bastardo, la delegación quemó sus cartuchos emprendiéndola contra el patrón compositivo adoptado en Aranjuez, criticando la vulneración de los usos tradicionales al admitir a Asturias o Madrid que son parte de reinos, denunciando que la representación de las dos Castillas y León es desigual y reducida
en favor de Andalucía, Mallorca, etc.
El Reglamento de las Juntas Superiores Provinciales (1 de enero de 1809) ratifica el triunfo del criterio centralista en la revolución española, limitando tanto su entidad, capacidad de decidir y obrar que deviene a menos que aquellas sucursales de reclutamiento tan queridas por el capitán general-presidente. Indudablemente que como tal, la Junta de Armamento de Valladolid cumplió a la perfección su cometido.
Finalmente, el 25 de septiembre de 1808, en una ceremonia celebrada en la Capilla del Real Palacio de Aranjuez, se constituyó oficialmente la Junta Central Suprema y Gubernativa del Reino, que se encargaría de ejercer los poderes ejecutivo y legislativo españoles durante la ocupación.
En noviembre de 1808 Napoleón invade España al frente de una ejército de más de 250 000 soldados, llamado Grande Armée. El 10 de ese mes derrota al ejército español en la Batalla de Gamonal (Burgos), el 30 del mismo mes obtiene una gran victoria en la Batalla de Somosierra que provocará que entre sin oposición el 2 de diciembre en Madrid.

## Noviembre de 1808-julio de 1812: Segunda Ocupación francesa y guerrillas

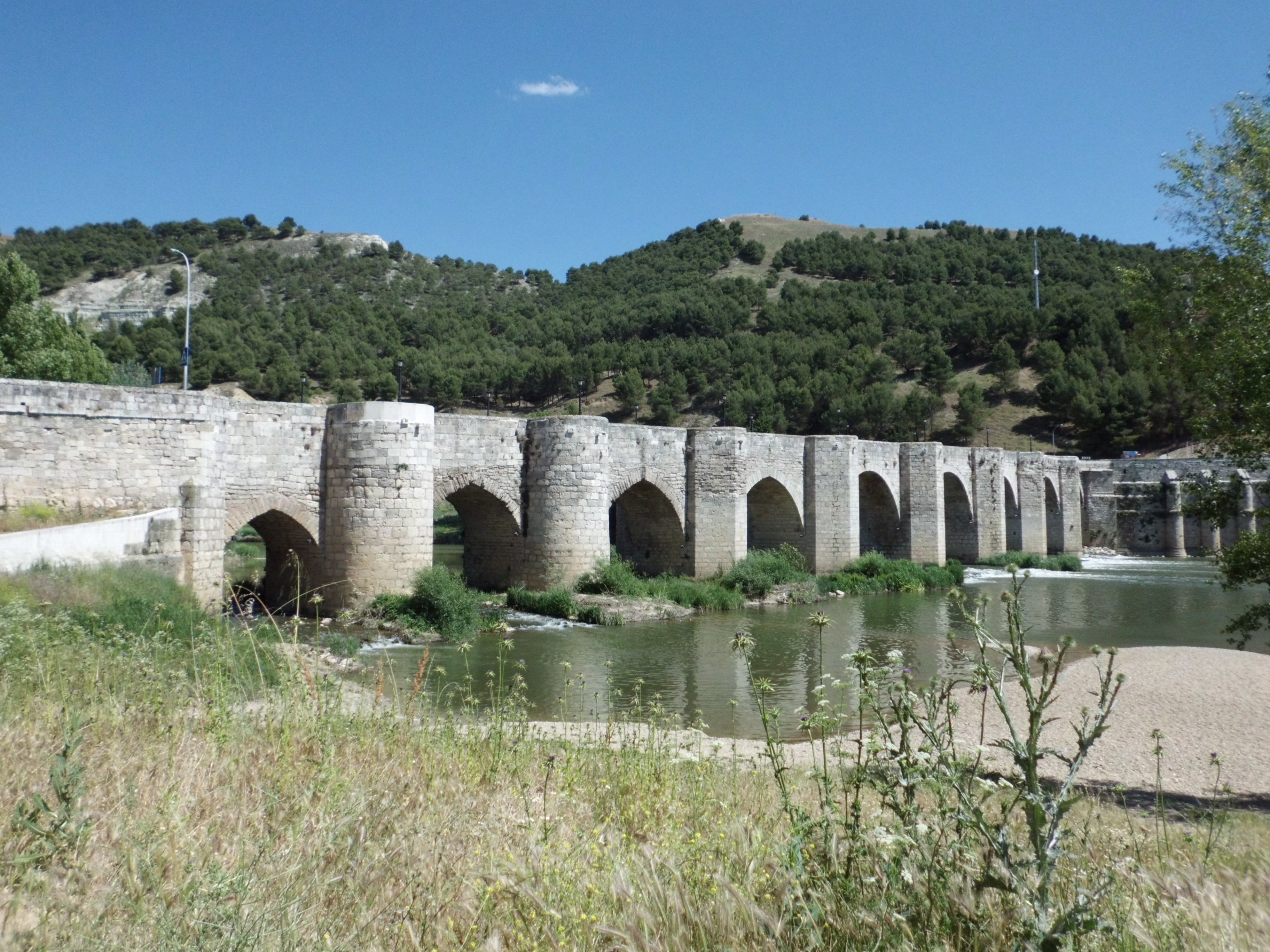
Puente de Cabezón de Pisuerga. Este puente junto con otros como el Puente de Simancas, Puente de Tordesillas, Puente Duero o el Puente Mayor de Valladolid sufrieron voladuras parciales por ambos bandos para dificultar el avance del enemigo.

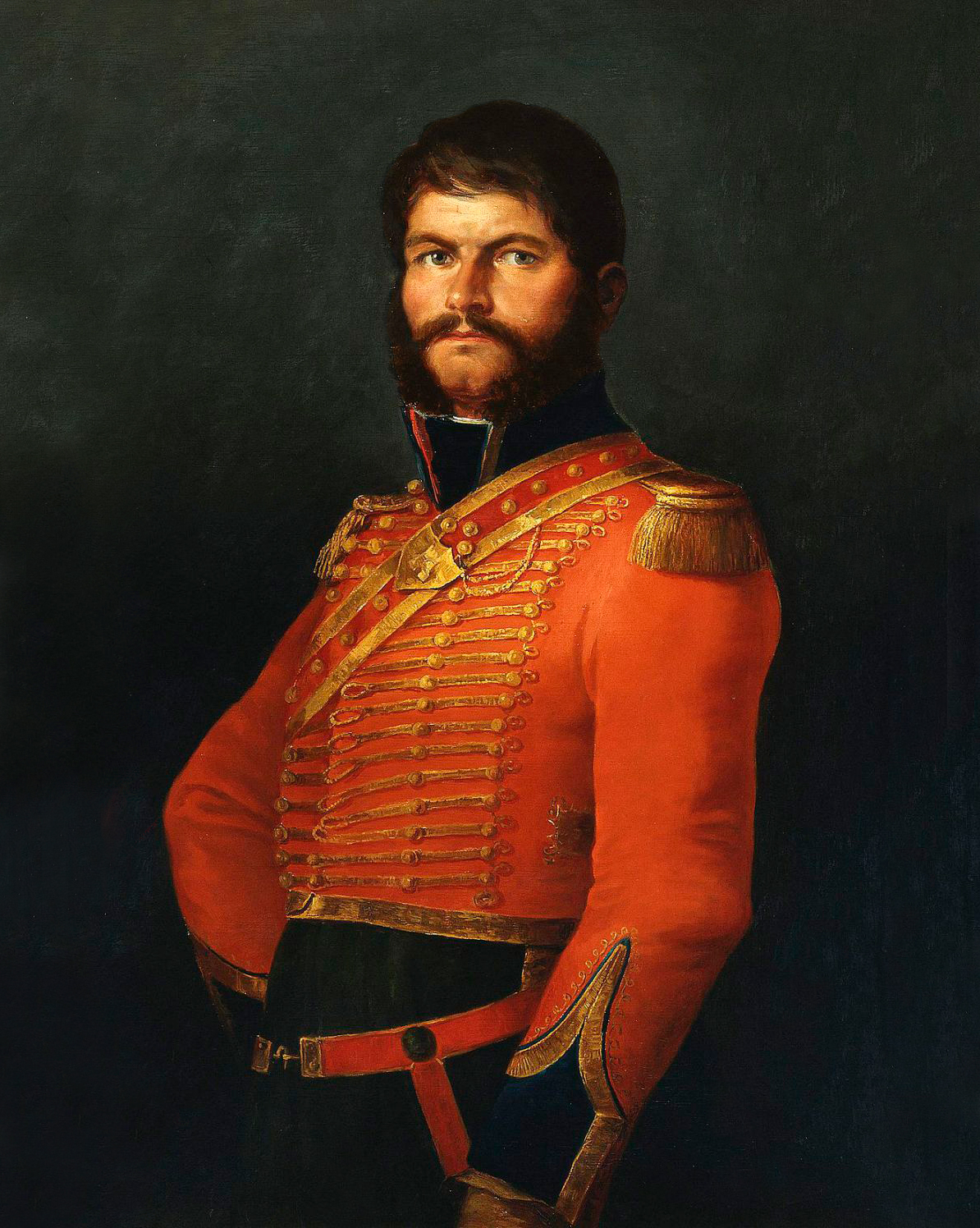
Juan Martín Díez, llamado «el Empecinado» fue uno de los jefes de las guerrillas que derrotaron repetidas veces al ejército napoleónico durante la guerra de la Independencia (1808-1814).

La provincia queda libre de tropas hasta la llegada de la Grande Armée comandada por el propio Napoleón durante su ofensiva iniciada en octubre de 1808 y finalizada en diciembre con la toma de Madrid. Como curiosidad Valladolid fue la capital oficiosa del imperio de Napoleón Bonaparte durante once días (en enero de 1809).
Previamente, en la Navidad de 1808, el propio Napoleón también se alojó en el Monasterio de Santa Clara (Tordesillas) durante la noche del 25 al 26 de diciembre debido a una fuerte nevada. Indultó a 3 prisioneros.
A partir de ahí se dio una guerra de guerrillas con batallas que eran escaramuzas (como la Batalla de Carpio el 23 de noviembre de 1809), entre los ocupantes del ejército imperial francés y guerrilleros, destacando en la provincia Juan Martín Díez, llamado «el Empecinado» luchando por toda la cuenca del Duero.

## Julio de 1812 - agosto de 1812: Breve liberación
En 1812 una ofensiva desde Portugal y Salamanca dio lugar a la Batalla de los Arapiles (22 de julio). Valladolid fue liberada el 30 de julio por tropas comandadas por Lord Wellington. Durante esta campaña Wellington estableció dos veces su cuartel general en Rueda. Sin embargo fracasa al asediar Burgos, en poder francés, y tiene que retirarse.

## Agosto de 1812 - septiembre de 1812: Tercera Ocupación francesa
Un contraataque de Bertrand Clauzel, Conde de Clauzel, provoca que los franceses ocupen el territorio entre el 12 de agosto y el 6 de septiembre.

## Septiembre de 1812 - octubre de 1812: Otra nueva breve liberación
De nuevo las tropas de Wellington liberan Valladolid el 6 de septiembre. Pero volvió a ser recuperada por los franceses pocas semanas después (28 de octubre) en un nuevo avance francés liderado por el general Souham que llevó a José I a volver a entrar en Madrid el 2 de noviembre.

## Octubre de 1812-junio de 1813: Cuarta ocupación francesa
Los franceses recuperan otra vez Valladolid (28 de octubre). Pero la situación militar de estos cada vez es más difícil debido a la Invasión napoleónica de Rusia, iniciada en junio de 1812, que consume numerosos y valiosos recursos imperiales. Muchos de los soldados franceses que lucharon en Rusia fueron trasladados desde España provocando mayor precariedad del dominio francés. El Primer Imperio francés empieza a dar síntomas de un colapso.

## Junio de 1813: Liberación definitiva
Durante 1813 empieza la retirada francesa definitiva. En el caso de Valladolid la retirada francesa definitiva sucederá el 4 de junio. El 21 de ese mes se libró la Batalla de Vitoria, que acabó con una grave derrota francesa y demostró la irreversibilidad de la retirada francesa de la península. En diciembre Napoleón firma el Tratado de Valençay por el que se retira totalmente de España y en marzo de 1814 Fernando VII regresa a España. Se inicia la Restauración absolutista en España.
Durante toda la guerra, desde mayo de 1808 hasta junio de 1813, Valladolid (y el resto de municipios vallisoletanos) cambiaron de manos 7 veces, la mayoría sucedieron en el año 1812.